# Araksz-völgyi offenzíva
Az araksz-völgyi offenzíva (azeriül: Araz vadisi əməliyyatları, örményül: Արասի հովտի արշավ) egy Azerbajdzsán által az el nem ismert Hegyi-Karabah Köztársaság ellen az Araksz mentén indított hadművelet volt a 2020-as hegyi-karabahi háborúban.
A hadművelet szeptember 27-én kezdődött, mikor az azeriek behatoltak Cəbrayıl és Füzuli járásokba, ahol az elsődleges cél Cəbrayıl és Füzuli bevétele volt. Október 9-én a két fél megállapodott egy humanitárius tűzszünetben. Arcah elnöke elismerte, hogy Azerbaijdzsán sikereket ért el, és a frontvonalat mélyen az arcahi területek belsejébe sikerült helyeznie. Az örmény miniszterelnök bejelentette, hogy az örmény seregek „részlegesen visszavonultak.”
A tűzszünetet azonban gyorsan felrúgták, és Azerbajdzsán tovább nyomult. Azerbajdzsán napokon belül több tucatnyi falu elfoglalását jelentette be. Az azeriek tovább haladtak az Araksz mentén, elfoglalták a Xudafərin-hidakat és a közeli Khoda Afarin víztározót. Október 20-án az azeri erők elfoglalták Zəngilant, október 22-én Ağbəndot így teljes ellenőrzésük alá vonták az azeri-iráni határt.

## Előzmények

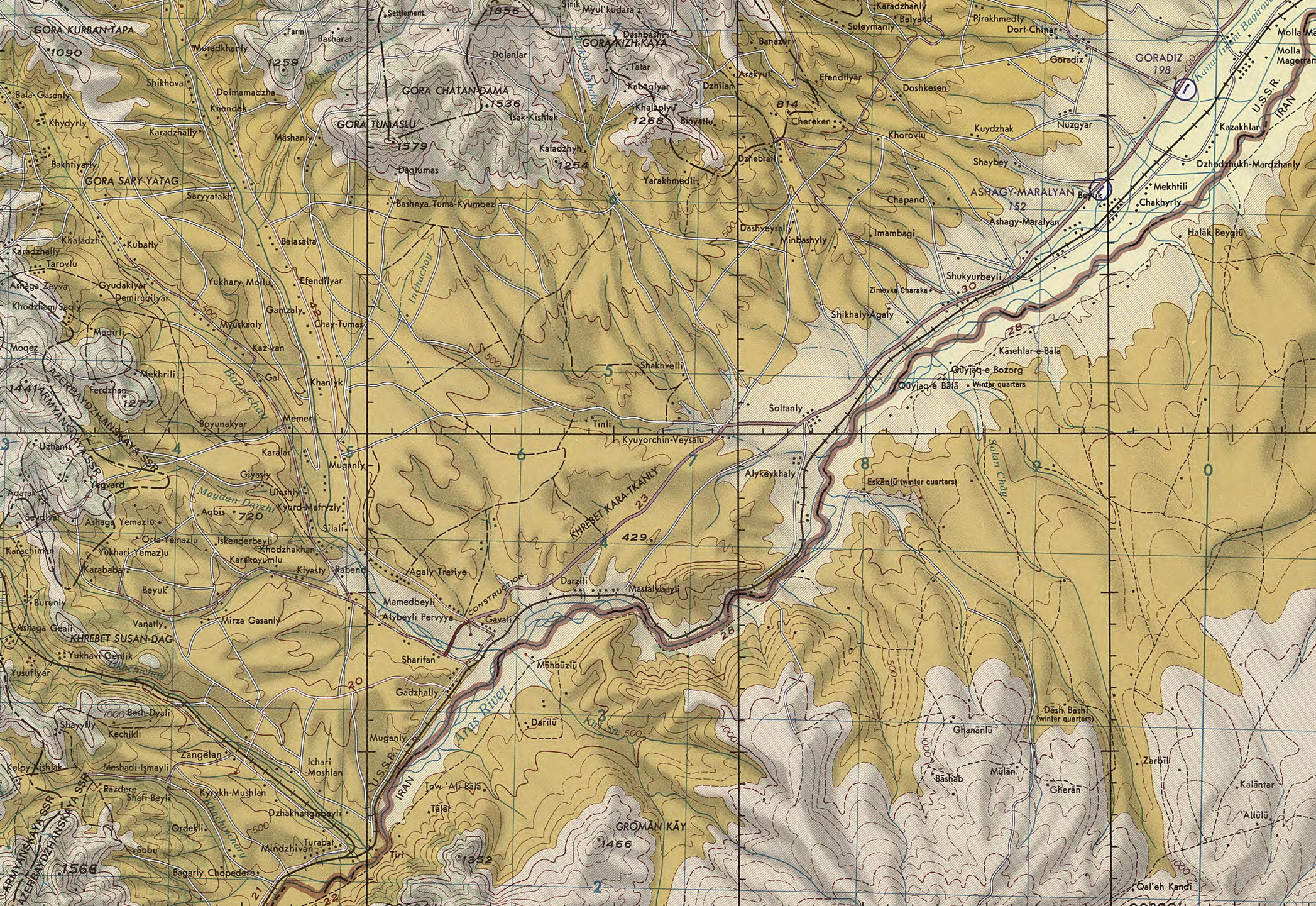
A Hegyi-Karabah sézaki és középső régióihoz képest az Araksz völgyében kevésbé hegyes a terület.

A 2020-as hegyi-karabahi háború előtt a vitatott hovatartozású, örmény többségű Hegyi-Karabah de jure Azerbajdzsán része volt, de de facto az Örményország által támogatott Arcah Köztársaság irányítása alatt állt. 1988. február 20-án a Hegyi-Karabah Autonóm Terület szovjetjei olyan határozatot hoztak, mely szerint az Azerbajdzsáni SzSzK-ból át akarnak kerülni az Örmény SzSzK-ba. Azerbajdzsán több alkalommal is elutasította a kérést. Miután visszavonták a Hegyi-Karabah autonóm státuszát, 1991. december 10-én népszavazást tartottak a régióban. Ezt a nagyjából a lakosság 22,8%-át kitevő azeriek bojkottálták. A leadott szavazatok 99,8%-a támogatta az elképzelést. 1991-ben mind Örményország, mind Azerbajdzsán elszakadt a Szovjetuniótól.
Az első hegyi-karabahi háború után mintegy 750 000 azeri menekült el, közülük nagyjából 600 000 Hegyi-Karabahból és az azt övező, többségében azeriek lakta területekről, ahonnét ki akarták szorítani az ott élő azerieket. Ehhez hasonlóan 353 000 örménynek kellett elmenekülnie Azerbajdzsánból. A háború 1994-ben tűzszünettel végződött, melynek értelmében Arcah ellenőrizte Hegyi-Karabah nagy részét, valamint az azt körül ölelő Ağdam, Cəbrayıl, Füzul, Kəlbəcər, Qubadlı, Laçın és Zəngilan területét.
A következő három évtizedben több alkalommal is megsértették a tűzszünetet, a 2020-as háború előtt a legjelentősebbek a 2016-os hegyi-karabahi összecsapások voltak. 1994-ben az EBESZ Minszki Csoportja kezdeményezett egy megbeszélést egy tartós tűzszünetről, melynek legutolsó, a csata előtti eredménye a madridi protokoll lett. Bár azt nem lehet tudni, a terület mostani lakossága hogyan akarja igazgatni a területet, a felmérések arra utalnak, hogy nem akarnak Azerbajdzsán része lenni. 2019. augusztusban egy addig példátlan nyilatkozatot tett Niko Pasinján örmény miniszterelnök, mely így hangzott. „Arcah Örményország része. Stop.”
2020. júliusban összetűzések voltak az azeri-örmény határon. Erre válaszul több ezer azeri tüntetett, hogy indítsanak háborút Örményország ellen, melybe beszállt Törökországi is mint támogató.

## A hadjárat

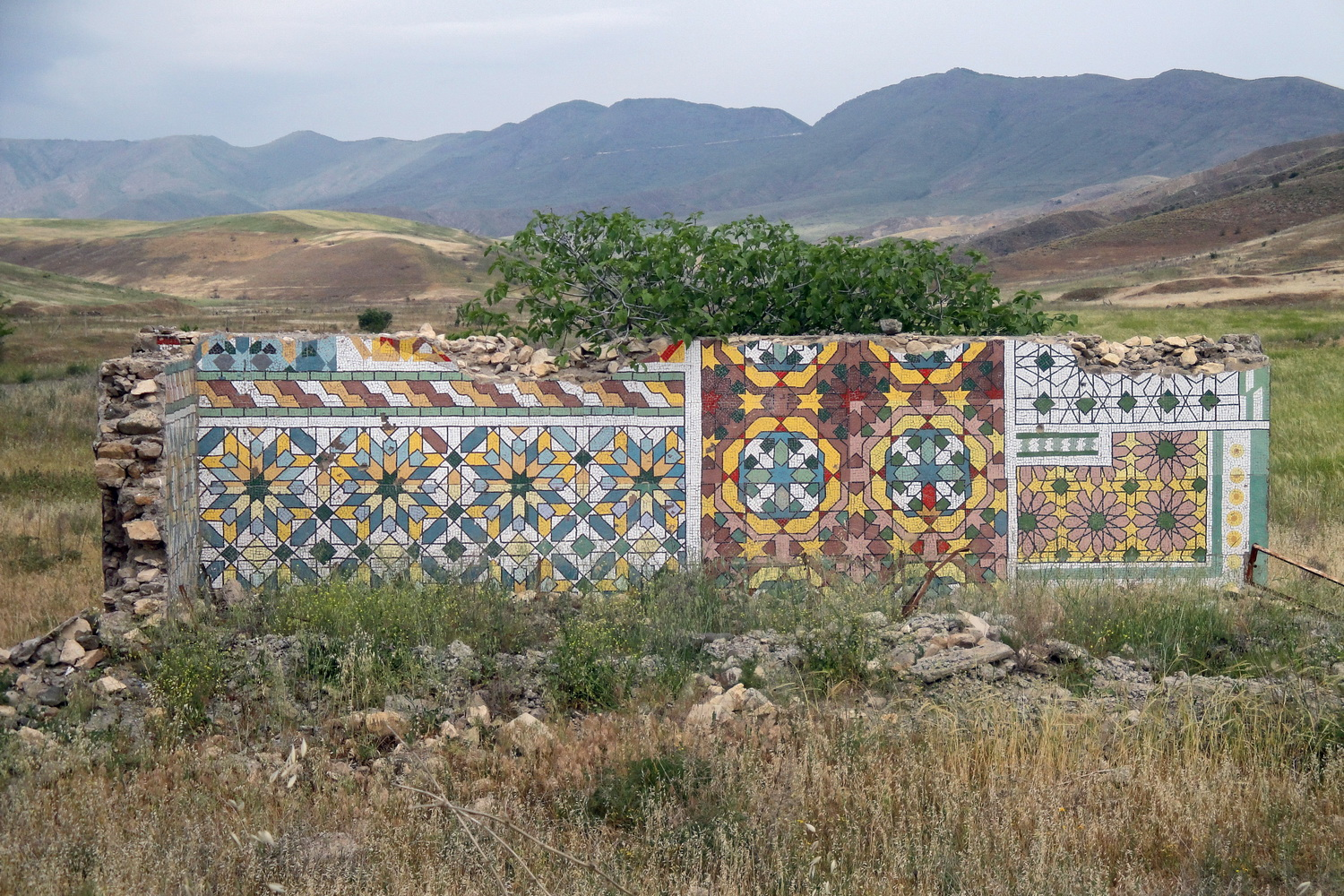
Egy lerombolt buszmegálló Cəbrayilban 2014-ben. Az azeri elnök szerint október 4-én elfoglalták a várost.

Szeptember 27-én az azeri Védelmi Minisztérium azt jelentette, hogy Qaraxanbəyli, Qərvənd, Kənd Horadiz és Yuxarı Əbdürrəhmanlı településeket Füzuli, Böyük Mərcanlı és Nüzgər településeket Cəbrayıl járásban elfoglalta. Másnap az azeri Védelmi Minisztérium arról számolt be, hogy új offenzívát indítottak az Araksz völgyében. Másnap az azeri Védelmi Minisztérium arról tájékoztatott, hogy reggel óta ostromolják Füzuli városát. Szeptember 30-án az azeri Védelmi Minisztérium azt jelentette, hogy az azeri erők elkezdték lőni a 4. örmény zászlóaljat, mely Füzuli járásban állomásozott. A Védelmi Minisztérium másnap arról adott ki hírt, hogy Cəbrayıl és Füzuli járásokat lőtték az örmény Gorisból.
Október 3-án megfeszített összecsapásokra került sor az Araksz völgyében. Este Azerbajdzsán elnöke, Ilham Aliyev azt állította, hogy az azeri erők ellenőrzésük alá vették Mehdilit, Çaxırlıt, Aşağı Maralyant, Şəybəyt és Quycaqot  Cəbrayılban és Aşağı Əbdürrəhmanlıt Füzuliban. Másnap a Védelmi Minisztérium azt közölte, hogy örmény erők lőtték Füzuli kerületet. Este Aliyev azeri elnök azt közölte, hogy Cəbrayil, Karxulu, Şükürbəyli, Çərəkən, Daşgəsən, Horovlu, Mahmudlu, Cəfərabad, Yuxarı Maralyan, és Decal az azeriek ellenőrzése alá került. Október 5-én és 6-án az azeri erők újabb támadást indítottak Cəbrayıl járásban. Október 7-én az azeri Védelmi Minisztérium azt jelentette, hogy Cəbrayıl járás teljesen az ő ellenőrzésük alá került. Olyan felvételeket is nyilvánosságra hoztak, melyek szerintük Şükürbəyliban készültek. A Védelmi Minisztérium következő híre arról számolt be, hogy Füzuli és Cəbrayıl járásban az örmény erők több falut is lőttek.

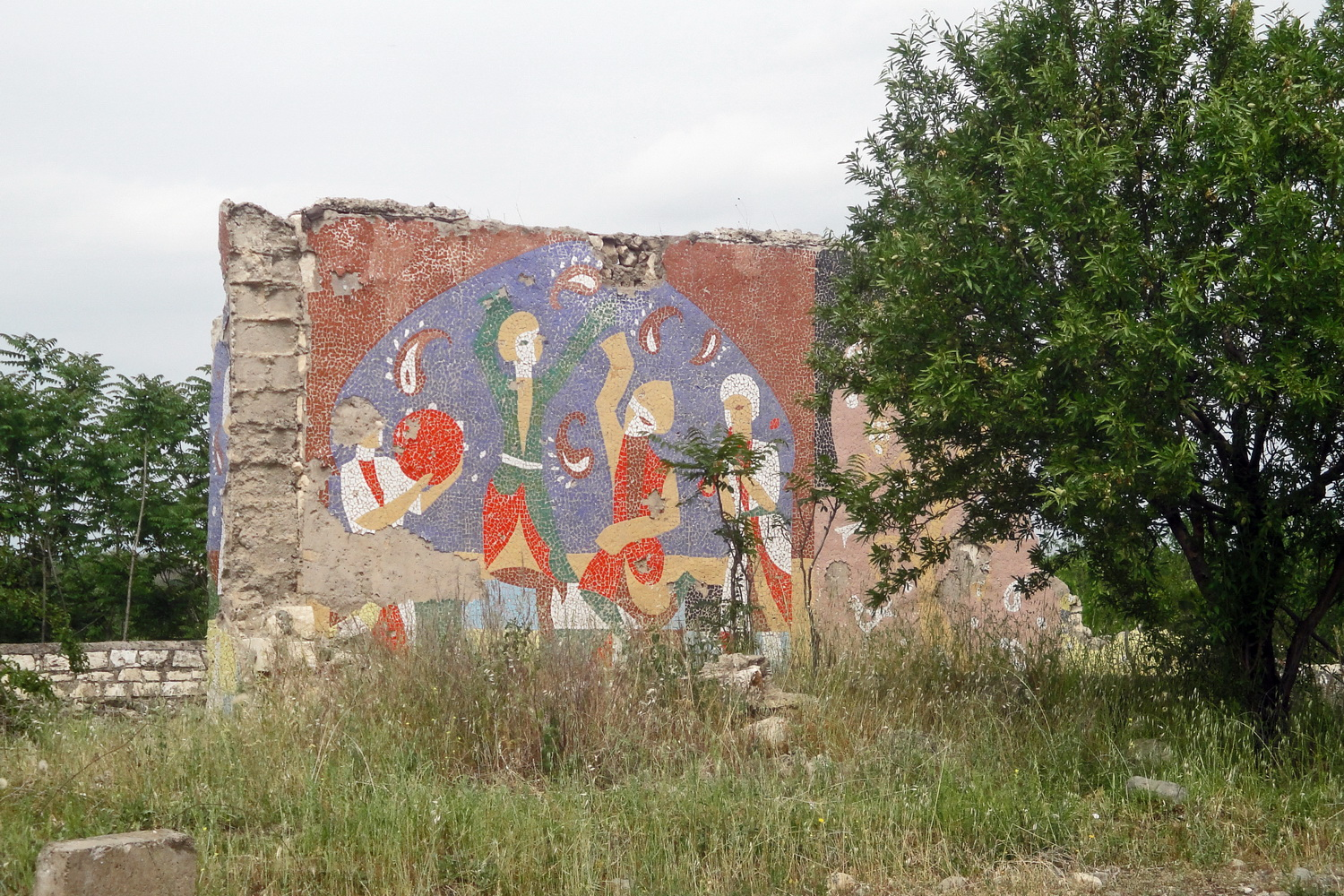
Füzuli romjai 2014-ben. Október 17-én Azerbajdzsán elnöke, Ilham Aliyev bejelentette, hogy elfoglalták a várost.

Október 10-én 04:00 (00:00 GMT) előtt Oroszország arról számolt be, hogy egy 10 órás moszkvai tárgyalás után Azerbajdzsán és Örményország humanitárius tűzszünetet kötött, és mindkét fél „érdemi tárgyalásokat” akart. Az összecsapások 12:00-kor (GMT szerint 08:00-kor) megszakadtak, hogy ki tudják cserélni a rabokat, és felmérjék a halottakat, amiben a Nemzetközi Vöröskereszt (ICRC) is részt vett. Azonban folyamatosan megszegték a békemegállapodást, így az ICRC felhagyott a hadifoglyok kicserélésével és a holttestek felkutatásával.  Ugyanakkor humanitárius katasztrófáról kezdtek beszélni.
Azerbajdzsán és Örményország egymást hibáztatta, mert a tűzszünet előtt polgári célpontokat is lőttek. Mindkét fél visszautasította a másik vádjait. Ugyanakkor mindkét fél a másikat hibáztatta a tűzszünet megszegésével. Az összecsapások gyorsan kiújultak, és Azerbajdzsán mélyebben behatolt a konfliktus övezetbe. Az azerbajdzsáni elnök azt állította, hogy az azeri seregek megtorolták a 2020-as gəncəi ballisztikus rakétatámadást, mikor elfoglalták Füzuli városát és a környező falvakat, de ugyanakkor nemzetközi beavatkozást sürgettek.
Október 14-én Azerbajdzsán bejelentette, hogy elfoglalta Füzuli járásban Qaradağlı, Xatınbulaq és Qarakollu településeket. Másnap az azeri Védelmi Minisztérium azt közölte, megszerezte Füzuli tartományban Arış irányítását. Két nappal később arról értesítette a Védelmi Minisztérium a sajtót, hogy ellőtt egy örmény Szu–25-öt, és visszafoglalta Füzuli városát valamint több környékbeli falut. Örményország tagadta, hogy elvesztett volna egy harci repülőgépet. Október 18-án az azeri Védelmi Minisztérium szerint egy újabb örmény Szu–25 csatarepülőgépet lőttek le, mely Cəbrayıl felé akart támadást végrehajtani. Örményország tagadta, hogy ilyesmi történt volna. Nagyjából 19 órakor az azeri erők felvételet tettek közzé Füzuliról. Az azeri elnök azt állította, elfoglalták a Khodaafarin hidakat és az ottabni víztározót.

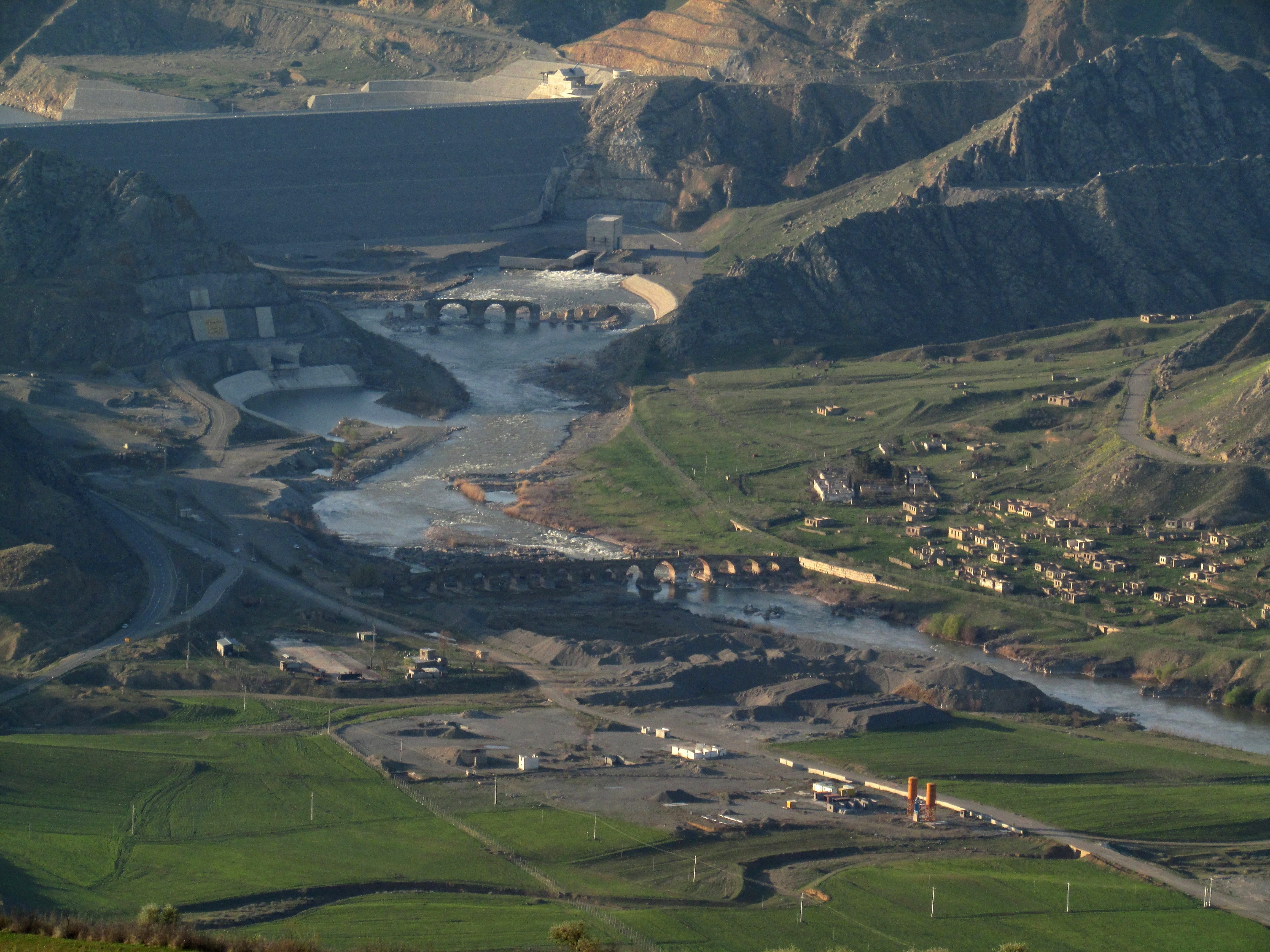
Október 18-án az azeri erők elfoglalták a xudafərini hidakat és a közeli víztározót.

Október 20-éán az összecsapások Zəngilan környékén erősödtek meg, ahol azeri offenzíva indult. Az azeri elnök azt állította, az azeriek elfoglalták Zəngilant, Zangilan járás központját és Havalı, Zərnəli, Məmmədbəyli, Həkəri, Şarifan és Muğanlı településeket. Kicsivel később az azeri Védelmi Minisztérium olyan képeket hozott nyilvánosságra, melyek Zəngilanban készültek és melyek a  "BBC Russian Service" állításaival megegyezően alátámasztják Azerbajdzsán állítását. Ugyanakkor az örmény Védelmi Minisztérium azt állította, hogy az azerieket visszaverte az Araksz mentén. Azerbajdzsán ezt tagadta. Másnap az összecsapások még hevesebbek lettek, különösen Zangilan járásban. Azerbajdzsán elnöke,  İlham Əliyev azt állította, hogy az azeri seregek megszerezték az ellenőrzést Füzuli járásban Mincivan város és Gecəgözlü, Aşağı Seyidəhmədli és Zərgər falvak, Cəbrayıl járásban Bələnd, Papı, Tulus, Hacılı, és Tinli valamint Zəngilani járásban Xurama, Xumarlı, Sarıl, Babaylı, Üçüncü Ağalı, Hacallı, Qıraq Müşlan, Üdgün, Turabad, İçəri Müşlan, Məlikli, Cahangirbəyli és Baharlı települések felett.
Október 22-én az összecsapások folytatódtak  Zəngilanban. Körülbelül 17:30-kor Azerbajdzsán elnöke azt állította, hogy az azeri seregek elfoglalták Füzuli járásban Mollavəli, Yuxarı Rəfədinli és Aşağı Rəfədinli településeket valamint Cəbrayıl járásban Sirik, Şıxlar, Məstalıbəyli, és Dərzili településeket. Ezen felül az azeriek maguknak követelték Kolluqışlaq, Malatkeşin, Kənd Zəngilan, Genlik, Vəliqulubəyli, Qaradərə, Çöpədərə, Tatar, Tiri, Əmirxanlı, Qarqulu, Bartaz, Dəlləkli és Ağbənd településeket, amikről megerősítő felvételeket is közzétettek. Aliyev szerint ezzel az azeri erők ellenőrzése alá került az azeri-iráni határ. Örményország ezt cáfolta, és azt állította, hogy heves összetűzések vannak Füzuli járásban Qacar mellett. Másnap a harcok folytatódtak Zəngilanban. Este az azeri elnök azt állította, hogy az azeri seregek ellenőrízték Dağ Tumas, Nüsüs, Xələfli, Minbaşılı és Veysəlli településeket Jabrayil valamint Vəhəndl és Mirzəhəsənli településeket Zəngilani járásban. Az azeri Védelmi Minisztérium az adott településeken készült bizonyító felvételeket hozott nyilvánosságra. Másnap az azeri Védelmi Minisztérium azt közölte, hogy az örmények Szjunik tartományból lőtték az azeri állsokat Zəngilani járásban. Másnap az azeri Védelmi Minisztérium Zəngilani járásból az Araksz völgyéből, az összecsapás legdélibb pontjairól, az azeri-iráni határról közölt felvételeket. Másnap Ilham Aliyev azeri elnök azt állította, hogy az azeri erők ellenőrzése alá került Cəbrayıl járásban Qovşudlu, Sofulu, Dağ Maşanlı, Kürdlər, Havusl és Çələbilər, Zəngilani járásban pedig Birinci Alıbəyli, İkinci Alıbəyli, Rəbənd, és Yenikənd, melyek a Hakari völgyében fekszenek. Az örmények elismerték, hogy az azeriek offenzívát indítottak a környéken.
Október 28-án Ilham Aliyev azeri elnök azt állította, hogy az azeri seregek ellenőrzése alá került Zəngilani járásban Birinci Ağalı, İkinci Ağalı, Üçüncü Ağalı, Zərnəli Füzuli járásban Mandılı, Cəbrayıl járásban pedig Qazanzəmi, Xanağabulaq, Çüllü, Xələfli és Qaraağac. November 2-án Aliyev azt állította, hogy az azeri seregek elfoglalták Çaprand, Hacı İsaqlı, és Qoşabulaq településeket Cəbrayıl járásban és Dərə Gilətağ és Böyük Gilətağ településeket Zəngilani járásban. Másnap az azeri Védelmi Minisztérium azt állította, hogy Füzuli városát örmény területről BM-30 Szmercs rakétákkal támadták. Örményország ezt visszautasította.